# Stephen Arnold
Stephen Arnold (Nueva York, siglo XX) es un físico, químico y educador estadounidense. Se desempeña como profesor de física e ingeniería química y profesor de dísica Thomas Potts en la Escuela de Ingeniería Tandon de la Universidad de Nueva York. También es miembro de la facultad senior de Othmer-Potts. El objetivo de su  investigación es el desarrollo de biosensores ultrasensibles y la detección de bionanopartículas individuales, desde virus hasta moléculas de proteínas individuales, utilizando biosensores de ondas de galería susurrante.

## Biografía

### Primeros años
Tiene una licenciatura en ciencias de la ingeniería física en 1964 por la Universidad de Toledo y un Ph.D. en física por la Universidad Municipal de Nueva York en 1970.

### Carrera
Trabajó en la Escuela Normal Superior de París, desde marzo de 1972 hasta septiembre de 1973. En 1981, fue nombrado miembro de la Fundación Alfred P. Sloan. Fue profesor visitante distinguido de Chevron en el Instituto de Tecnología de California desde febrero de 1985 hasta mayo de 1985. En 1986, recibió el Premio Sigma Xi a la investigación científica distinguida. En 1988, se convirtió en miembro de la Sociedad Óptica de América. Trabajó en Aerospace Corporation como miembro del personal técnico desde febrero de 1990 hasta mayo de 1990 y se convirtió en miembro de la Sociedad Estadounidense de Física en 1990. En 1994, recibió el Premio a la Publicación Sobresaliente en el Laboratorio Nacional de Oak Ridge. Fue profesor visitante en la Universidad de Tokio desde febrero de 1997 hasta mayo de 1997. En 2000, la Universidad de Toledo le otorgó el premio John J. Turin por sus destacados logros profesionales en física.
Se convirtió en director del Instituto Othmer de Investigación Interdisciplinaria del Politécnico de la Universidad de Nueva York en julio de 2003. En febrero de 2009, se le concedió una patente a partir de una solicitud presentada en marzo de 2002 para la detección y/o medición de sustancias basadas en cambios de resonancia (de fotones que orbitan dentro de una microesfera). Fue académico visitante en la Universidad de Harvard desde enero hasta junio de 2013. Es profesor universitario de física e ingeniería química en la Escuela Politécnica de Ingeniería de la Universidad de Nueva York y profesor de física Thomas Potts.

Un modelo simplificado del cambio de resonancia visto si una partícula entra en contacto con la superficie del sensor.

## Investigación
Su investigación se ha centrado en la detección sin etiquetas de bionanopartículas a partir de la perturbación de la frecuencia de resonancia de una microcavidad, después de estimar la extrema sensibilidad de tal enfoque para la detección de ADN en un artículo de American Scientist de 2001. En 2003, él y sus compañeros de trabajo identificaron el mecanismo para la detección de proteínas y virus individuales. La receta para la detección y el tamaño de virus individuales del VIH siguiendo este mecanismo se propuso a principios de 2008 en un debate de Faraday de la Royal Society of Chemistry. Más tarde ese año, esta receta se aplicó a la detección y dimensionamiento de partículas individuales del virus de la influenza de tamaño comparable. Esta investigación está financiada por la Fundación Nacional de Ciencias. Los investigadores dirigidos por Arnold demostraron la detección y el tamaño del virus de ARN individual más pequeño. Desarrollaron el biosensor Whispering Gallery-Mode, un biosensor ultrasensible basado en su propuesta original y solicitud de patente. Un descubrimiento adicional realizado por el coinvestigador SI Shopova de que los nanorreceptores de oro en la microcavidad conducen a una mayor mejora del cambio de frecuencia dio lugar a otra patente emitida en 2013, a partir de una presentación en 2011. Este sensor híbrido utiliza nanoantenas de oro en una pequeña esfera de vidrio para detectar partículas de virus individuales ultrapequeñas, así como proteínas individuales. Junto a su equipo han detectado moléculas individuales de tiroglobulina, una proteína marcadora de cáncer humano, y moléculas individuales de albúmina sérica, una proteína plasmática bovina.

## Publicaciones seleccionadas
- Stephen Arnold, David Keng, "Espectrometría de masas/tamaño en tiempo real en solución utilizando el posicionamiento microglobal de Whispering Gallery", Sociedad Óptica de América (2015).
- S. Holler, VR Dantham, D. Keng, V. Kolchenko, S. Arnold, Brigid Mulroe, M. Paspaley-Grbavac, "El biosensor en modo galería susurrante: detección sin etiquetas de virus a proteína única", Sociedad Internacional de Óptica y Fotónica (2014).